# Maria Łuczyńska
Maria Łuczyńska (1943) è un'ex cestista polacca.

## Carriera
Con la Polonia ha disputato i Campionati europei del 1968.